# Jules-Denis Le Hardy du Marais
Jules-Denis Marie Dieudonné Le Hardy du Marais, né le 7 janvier 1833 à Valenciennes et mort le 20 juin 1886 à Laval, est un évêque catholique français, évêque de Laval de 1876 à 1886. Il est inhumé dans la cathédrale de Laval.

## Biographie

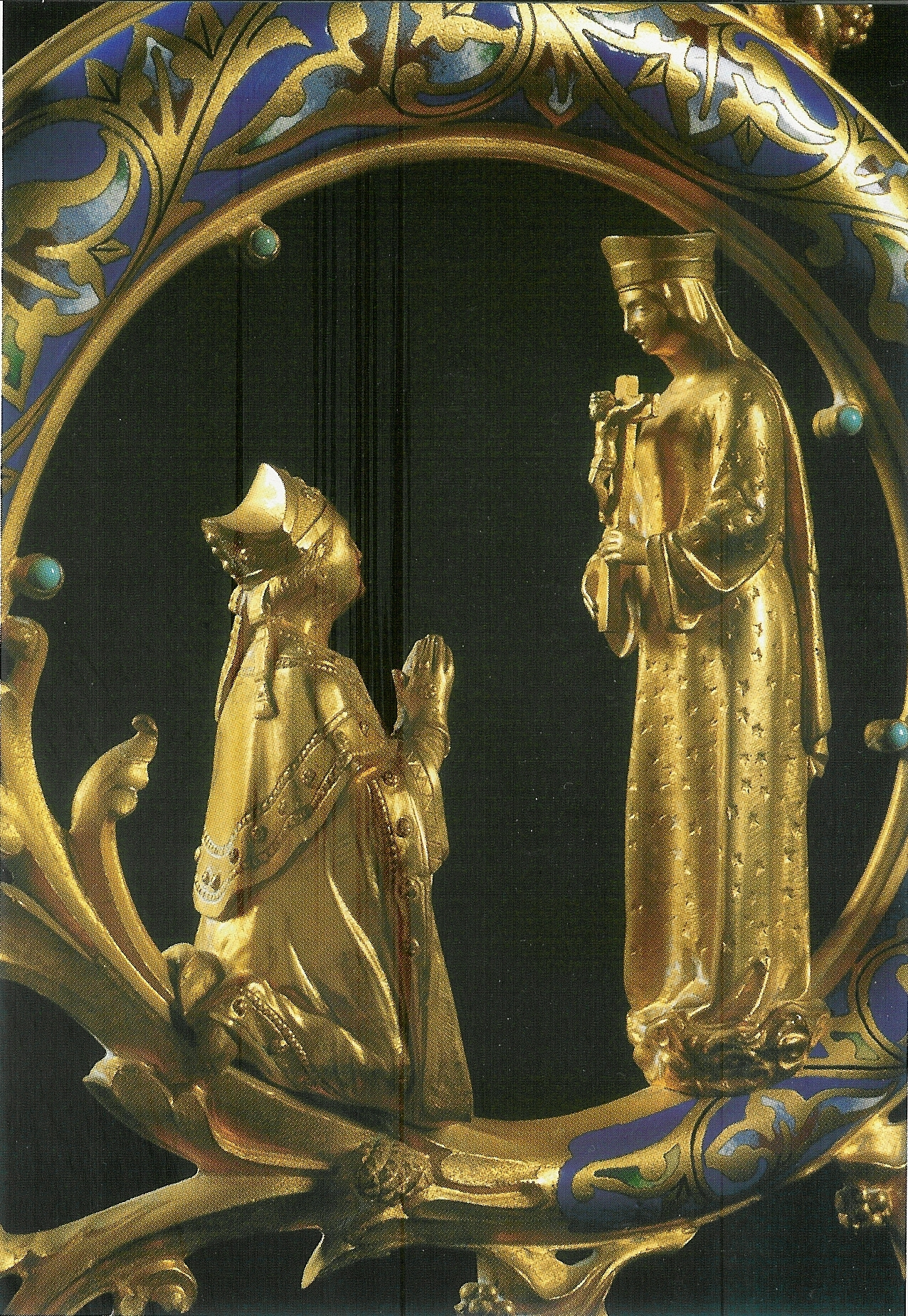
Volute de la crosse Hardy du Marais.

Le Hardy du Marais est originaire du Nord (Valenciennes). Après avoir fait des études à l'institution libre de Marcq-en-Barœul, il entre au séminaire et termine ses études ecclésiastiques à Rome. Il est âgé de 25 ans, lorsqu'il est appelé auprès de Garsignies comme vicaire général. La mort prématurée de l'évêque de Soissons l'amène à quitter ses fonctions pour se rendre à Paris où il s'adonne à l'œuvre des Alsaciens-Lorrains.
Il est promu au siège épiscopal de Laval en 1876 où il succède à Casimir Wicart, également originaire du diocèse de Cambrai. Malheureusement il eut à souffrir d'une santé fragile. Après une première attaque d'apoplexie, sa vie ne fut qu'un long état de souffrance, ce qui limita grandement son action dans le diocèse. Il meurt jeune, à l'âge de 53 ans.
Ses obsèques, présidées par le métropolitain, l'archevêque de Tours, sont célébrées le 26 juin 1886 à Laval. Plus de 300 prêtres assistent à cette cérémonie dont les abbés de La Trappe d'Entrammes (Abbaye ND de Port-du-Salut) et de Solesmes, Sauvé et Maricourt, prélats de la Maison du pape, les évêques d'Orléans, de Vannes, d'Angoulême, du Mans, de Nantes et d'Angers. Après avoir été exposé dans la cathédrale à la vénération des fidèles, le cercueil est descendu dans le caveau destiné à le recevoir et placé auprès de celui de Casimir Wicart, premier évêque de Laval et unique prédécesseur de Jules-Denis Le Hardy du Marais.
Pontmain a beaucoup compté pour Le Hardy du Marais, et c'est en son temps que le chantier de la construction de la basilique de Pontmain a pris son essor.
Il a laissé de nombreux vêtements et objets liturgiques marqués de ses armoiries à la cathédrale de Laval, notamment une chasuble et deux chapes. À sa mort il légua par testament sa crosse (photo ci-contre) à son neveu, le comte d’Hespel, qui en a fait don à la cathédrale de Tournai (Belgique). Elle fait à ce jour toujours partie du trésor de cette cathédrale. Cette crosse a cela de particulier qu'elle représente dans sa volute l'évêque à genoux en prière devant la représentation de Notre-Dame de Pontmain.

## Armes
De sable, semé de billettes d'or, au lion du même, armé, lampassé et couronné d'argent, brochant sur le tout.